# リヴィングストン (テキサス州)

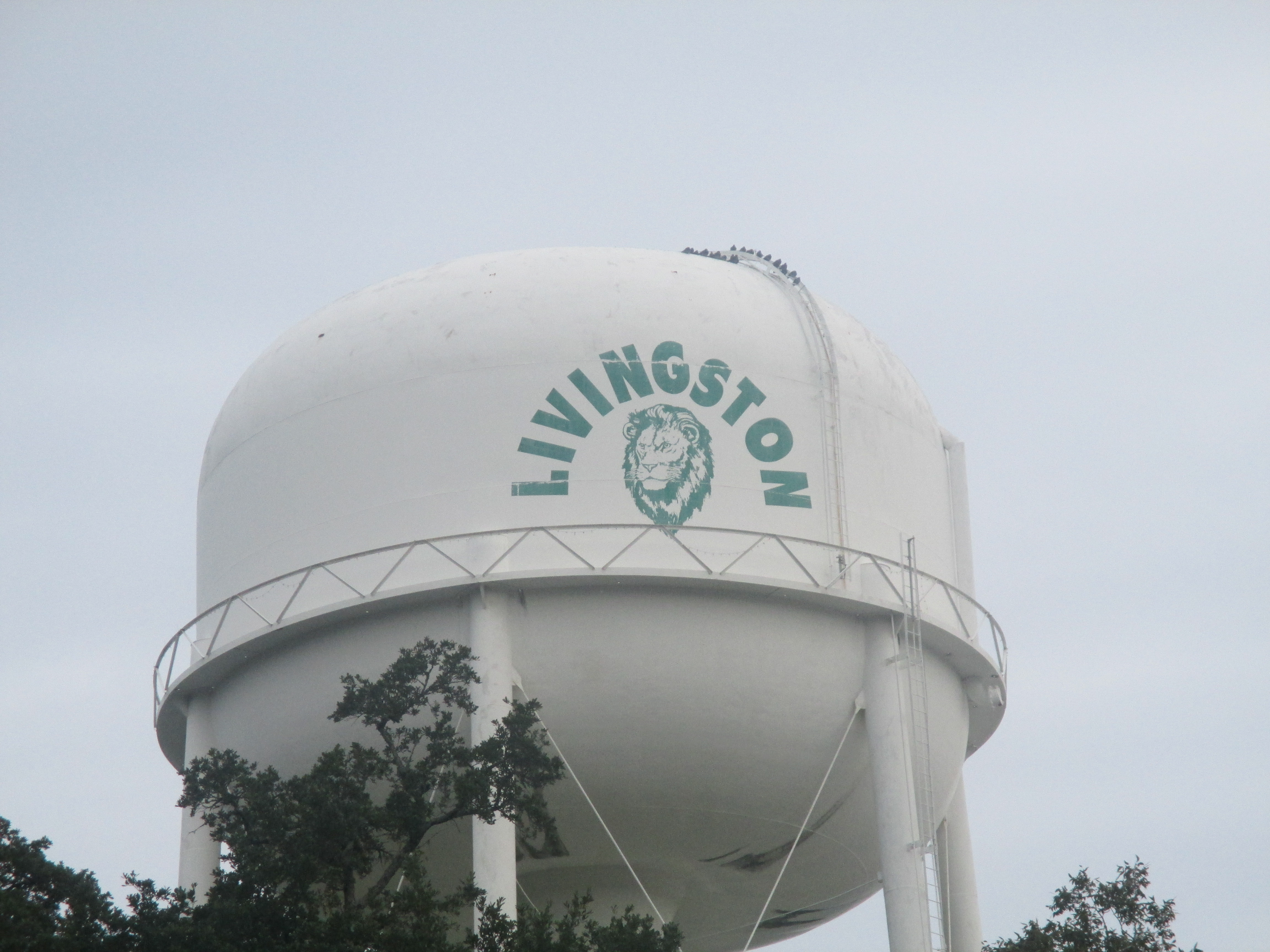
給水塔

リヴィングストン（Livingston）は、アメリカ合衆国テキサス州の町。ポーク郡の郡庁所在地である。人口は5,640人（2020年）

## 地理
リヴィングストンは北緯30度42分34秒 西経94度56分4秒 / 北緯30.70944度 西経94.93444度(30.709518, -94.934443)に位置している。総面積は21.7 km2 (8.4 mi2 )。陸地面積は21.7 km2 (8.4 mi2)で、水面積は全体の0.12%である。高度は148フィート。リヴィングストンの町は、テキサス州で最大の飲料水の貯水池であるリヴィングストン湖に接している。

## 人口動勢
以下は2000年国勢調査における人口統計データである。
| 基礎データ - 人口: 5,433人 - 世帯数: 2,048世帯 - 家族数: 1,341家族 - 人口密度: 250.9/km2 (649.9/mi2） - 住居数: 2,358軒 - 住居密度: 108.9/km2 (282.1/mi2） 人種別人口構成 - 白人: 70.38% - ネイティブ・アメリカン: 0.64% - アジア人: 0.83% - その他の人種: 8.08% - 混血(2人種間以上の): 1.56% - ヒスパニック・ラテン系: 13.90% 世帯と家族（対世帯数） - 全世帯数: 2,048 - 18歳未満の子供がいる: 34.4% - 結婚・同居している夫婦: 45.4% - 未婚・離婚・死別女性が世帯主: 16.4% - 非家族世帯: 34.5% - 単身世帯: 30.9% - 65歳以上の老人1人暮らし: 15.7% - 平均構成人数 - 世帯: 2.50人 - 家族: 3.13人 | 年齢別人口構成 - 18歳未満: 27.7% - 18-24歳: 9.1% - 25-44歳: 26.5% - 45-64歳: 19.7% - 65歳以上: 17.1% - 年齢の中央値: 35歳 - 性比（女性100人あたり男性の人口） - 総人口: 85.0人 - 18歳以上: 79.2人 収入と家計 - 収入の中央値 - 世帯: $31,424米ドル - 家族: $37,868米ドル - 性別 - 男性: $30,318米ドル - 女性: $21,774米ドル - 人口1人あたり収入: $17,214米ドル - 貧困線以下 - 対家族: 18.2% - 対人口: 22.3% - 18歳未満: 27.7% - 65歳以上: 17.4% |